# Coelichneumon leucographus
Coelichneumon leucographus là một loài tò vò trong họ Ichneumonidae.